# 本野村
本野村（もとのむら）は、長崎県北高来郡北西部の内陸部にあった村。1940年（昭和15年）に北高来郡内の周辺各町村と合併し市制施行、諫早市となった。現在の諫早市諫早地域のうち、本野地区にあたる。

## 地理
北高来郡の北西端に位置し、本明川の上流から中流域を村域とする。
- 山：風観岳
- 河川：本明川、富川、湯野尾川、琴川、谷川、東川内川、前川内川、西谷川

## 沿革
- 1889年（明治22年）4月1日 - 町村制施行により、中本明村と大渡野村が合併し北高来郡本野村が発足。
- 1940年（昭和15年）9月1日 - 諫早町・小栗村・小野村・有喜村・真津山村・本野村・長田村が合併し市制施行。諫早市が発足し、本野村は自治体として消滅。

## 地名
名を行政区域とする。また、名の名称に「中本明」「大渡野」の大字を冠する。
大字中本明
- 古場名
- 本村名
- 湯野尾名

大字大渡野
- 古場名
- 里名

## 行政

### 村長
- 芦塚亀三郎[1]

## 交通

### 鉄道
村域を日本国有鉄道大村線が通るが、駅は設置されていない。

## 学校
- 本野尋常高等小学校

## 名所・旧跡
- 川頭遺跡[2]
- 大雄寺[3]
- 富川のカツラ[4]